# Ясеновиця (Рибник)
45°35′ пн. ш. 15°22′ сх. д. / 45.58° пн. ш. 15.36° сх. д.
Ясеновиця (хорв. Jasenovica) — населений пункт у Хорватії, в Карловацькій жупанії у складі громади Рибник.

## Населення
Населення за даними перепису 2011 року становило 25 осіб.
Динаміка чисельності населення поселення: